# Lessinské Alpy
Lessinské Alpy (italsky Monti Lessini) jsou pohoří ležící v jižní části Alp, ve Východních Alpách, v Itálii. Nachází se v místech, kde Alpy postupně přechází v Pádskou nížinu. Lessinské Alpy tvoří jižní a jihozápadní část Vicentinských Alp. Leží především v Benátsku v provincii Verona, zasahují ale také do provincie Vicenza a do provincie Trento v Tridentsku-Horní Adiži. Na západě jsou ohraničeny řekou Adiže a skupinou Monte Baldo, na jihu a východě městy Verona a Vicenza, respektive Pádskou nížinou, na severu pak Malými Dolomitami a plošinami Folgaria, Lavarone a Asiago. Nejvyšší horou je Cima Trappola (1 865 m).

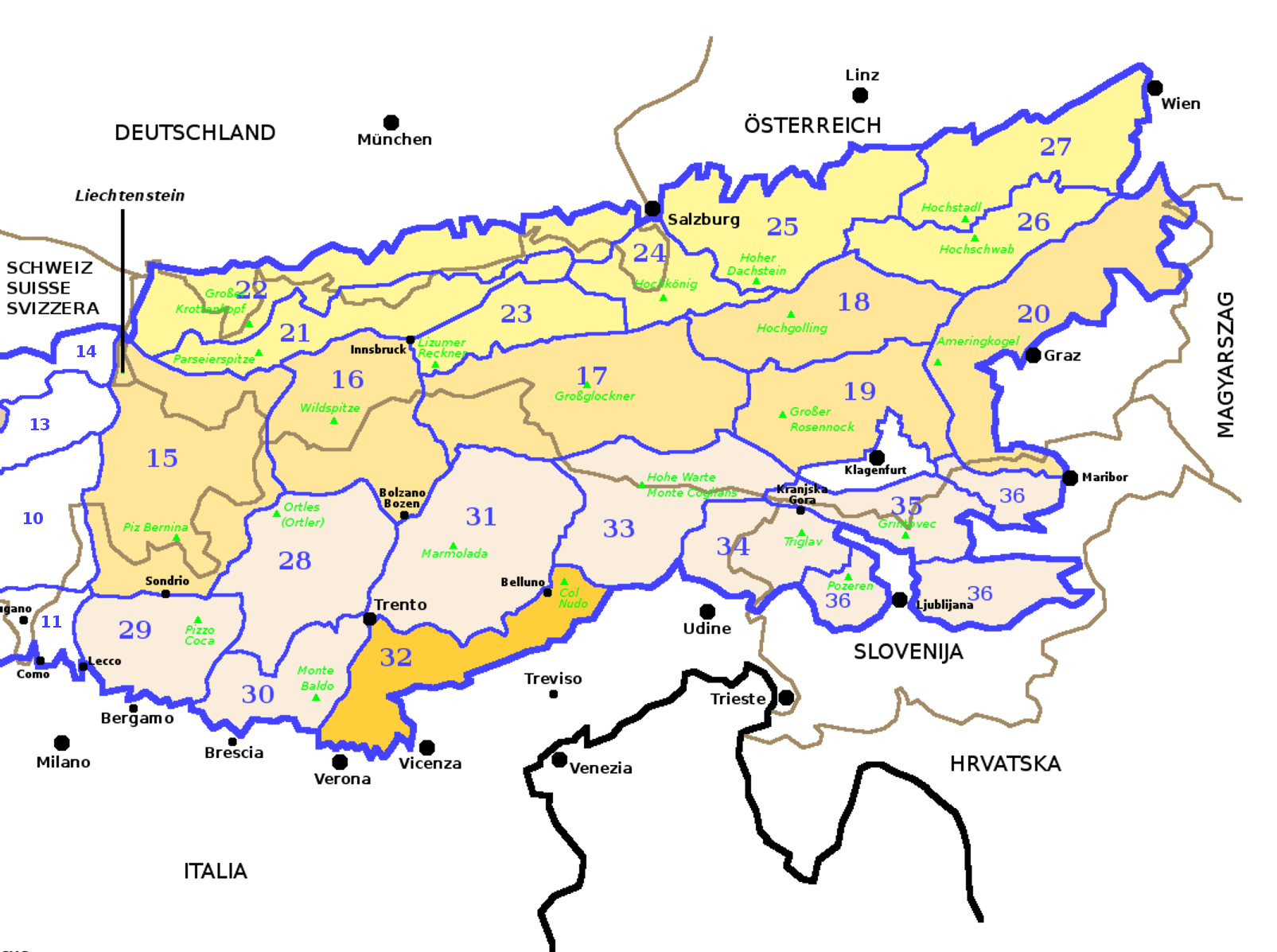
32 - Lessinské Alpy leží v jihozápadní části;
nad městem Verona a západně od Vicenzy